# Куянсак
Куянсак — река в России, течёт по территории Благовещенского района Республики Башкортостан. Устье реки находится на высоте 112 м над уровнем моря в 76 км по правому берегу реки Уса. Длина реки составляет 11 км.

## Данные водного реестра
По данным государственного водного реестра России относится к Камскому бассейновому округу, водохозяйственный участок реки — Уфа от Павловского гидроузла до водомерного поста посёлка городского типа Шакша, речной подбассейн реки — Белая. Речной бассейн реки — Кама.
Код объекта в государственном водном реестре — 10010201212111100023940.